# オゼッラ
オゼッラ（Osella Squadra Corse）は、1980年から1990年までF1世界選手権に参戦していたレーシングチーム。ファクトリー本拠地は、イタリア・ピエモンテ州トリノ県ヴォルピャーノ。

## 歴史

### F1参戦前
1960年代、ビンチェンツォ（エンツォ）・オゼッラ（Vincenzo "Enzo" Osella）がレーシングカーチームを結成した。F2やF3へ参戦後、1980年にF1に参戦を開始した。

### F1

#### 1980年
オゼッラはジョルジョ・スティラーノによる設計のFA1を製作、エンジンにフォード・コスワース・DFV、タイヤはグッドイヤーで参戦。ドライバーは前年度の国際F2で同チームから参戦していたエディ・チーバーを起用した。
しかしFA1は大型で重量が過多、そして信頼性もなく、予選落ちや、そうでなくても後方からのスタートでリタイアを繰り返していた。
それを受けて、シーズン途中で軽量化した改良型FA1Bを投入した。その結果、予選落ちこそしなくなったものの、第12戦イタリアグランプリで12位完走した以外はすべてリタイアしている。

#### 1981年
この年から2台体制になる。シャシーは前年型FA1Bでまず戦い、第13戦からジョルジョ・バレンティーニ設計のFA1Cを投入する。タイヤはミシュランを履いた。
ドライバーはベッペ・ガビアーニとミフエル・アンヘル・フェーラを起用した。
しかしシーズン序盤は予選通過すらままならず、第4戦限りでフェッラを解雇し、ルーキーのピエルカルロ・ギンザーニで第5戦・第6戦、ジョルジオ・フランチアで第7戦を戦ったものの、3人合わせて予選通過は2回、完走はなかった。
その後1戦空けて、残り7戦で起用したジャン＝ピエール・ジャリエはベテランらしい熟練した走りを見せ、毎回予選を通過、決勝で8位を2度記録するなど活躍した。一方のガビアーニは開幕戦以外全戦予選落ちだった。

#### 1982年
ドライバーはジャリエと新人のリカルド・パレッティを起用した。
マシンは引き続きFA1Cを使用し、エンジンもDFVを継続した。タイヤはピレリを使用した。
ジャリエは、FISA-FOCA戦争の影響でFOCAを支持するチームの一部が欠場した第4戦サンマリノグランプリで予選9位、決勝4位でチーム初ポイントを獲得した。
第8戦カナダでは、ポールポジションのフェラーリのディディエ・ピローニがエンジンストールしスタートできず、そこに後方グリッドからスタートしたパレッティが追突した。救助活動中にパレッティのマシンから出火、炎上した。この事故でパレッティは死亡した（詳細はリカルド・パレッティ参照）。
パレッティを失ったチームは、第9戦以降ジャリエのみの1台体制で参戦したが、シーズン終盤にはリタイアを繰り返すなど、成績も低迷した。

#### 1983年
ジャリエがリジェに移籍し、以前起用したギンザーニ、そして前年度国際F2チャンピオンコラード・ファビ（テオ・ファビの実弟）を起用する。
マシンは当初前年型の改良版FA1Dを使用、第4戦からはアルファロメオV12NAエンジンを搭載したFA1E（トニー・サウスゲート設計）を投入した。しかし、資金難ではマシンは1台しか用意できず、ファビはFA1Dを第10戦まで使い続けた。タイヤはミシュラン。
アルファ・ロメオエンジンを使用したFA1Eは競争力アップの意図があったが、マシンとの相性が悪く、競争力も信頼性も低く、ともに初のF1フル参戦となる両ドライバーの完走は2人合わせて3回のみと成績は低迷した。

#### 1984年

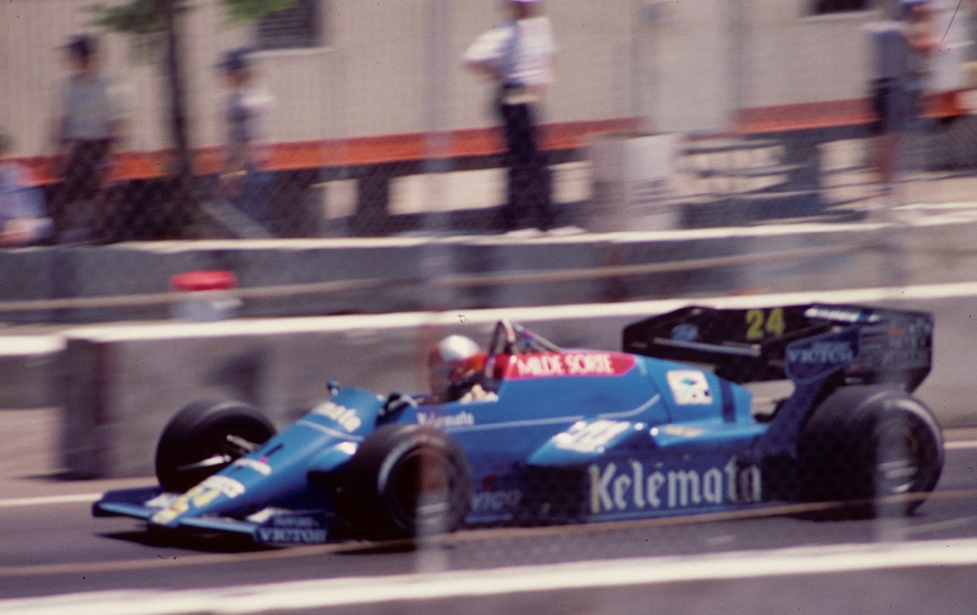
第9戦アメリカGPで5位を獲得したFA1Fとギンザーニ

ギンザーニは残留したがファビがブラバムに移籍し、1カーエントリーでシーズンに臨んだ。第4戦と第10戦以降最終戦までは、ヨー・ガルトナーが2台目としてエントリーされた。
マシンはアルファ・ロメオから買い取った前年型183Tを改良したFA1Fを使用、エンジンはアルファ・ロメオだったが、自然吸気V12からターボV8に変更された。1台エントリーで参戦したが、第4戦サンマリノグランプリで、ヨー・ガルトナーを2台目としてエントリーした。ガルトナーはこのレースでは自然吸気V12を使用した。第5戦から第9戦までは再度1カーエントリーとなったが、第10戦以降はシーズン終了までガルトナーが2台目のステアリングを握り、2台ともターボエンジンを搭載した。タイヤはピレリ。
この年のマシンはFA1Fとされたが、第2戦南アフリカグランプリの予選でギンザーニが大破させた車体は1983年にアルファ・ロメオチームが使用した183Tそのものを改良したものである。完全に新しく作成されたFA1Fモノコックは、第3戦ベルギーグランプリで初めて投入された。
第9戦アメリカグランプリで安定した走りを見せギンザーニが5位入賞を記録、ガルトナーも第14戦イタリアグランプリで5位入賞する。結果的には、これがチーム最後のポイントとなった。延べ22回決勝をスタートしたが、完走は8回だった。

#### 1985年
昨年善戦したギンザーニが残留し、1台エントリーとなった。マシンはFA1Fをジュゼッペ・ペトロッタが改良したFA1G、エンジンは継続使用。しかし、小改良を繰り返しただけのシャーシと燃費の悪いアルファ・ロメオエンジンでは戦闘力は低く、成績は低迷する。
しかし、シーズン途中からギンザーニがトールマンに移籍したため、第9戦からヒューブ・ロテンガッターが後釜として起用された。

#### 1986年
ドライバーはギンザーニが戻り、前年度の国際F3000チャンピオンでザクスピードからF1デビューしたクリスチャン・ダナーが起用され2台体制となる。マシンは当初FA1Gを使用し、第5戦ベルギーグランプリからペトロッタが設計したFA1Hを投入した。
しかし、第6戦カナダグランプリを前に参戦したラリーで重傷を負ったマルク・スレールの代役として、ダナーが第7戦アメリカグランプリよりアロウズに移籍した。ダナーの後任として、第7戦からはF3で走っていたアレン・バーグを起用した。（ただし、第13戦はアレックス・カフィが代役出場。）
第10戦でバーグが初めて完走し、シーズン中は延べ4度の完走を果たしたにとどまった。

#### 1987年
ギンザーニ、バーグともにチームを去り、カフィの1台体制。第2戦ではガブリエル・タルキーニ、第11戦から第13戦ではフランコ・フォリーニが2台目としてスポット参戦した。
マシンは前年型FA1Hとさらにその前のFA1Gを併用した。エンジンは前年限りで撤退したアルファ・ロメオ名義であったが、これはオゼッラがエンジンを譲り受けて自社管理・開発をしたもので、アルファ・ロメオは開発にはかかわっていない。燃料の使用量が制限されていたため燃費の悪さにも苦しめられ、完走は第2戦12位ただ1度のみだった。タイヤはそれまでのピレリが撤退したため、グッドイヤーを履いた。
ランディス&ジルやスティエバーニ、ノースポールなどのスポットを中心とした小規模スポンサーが並んだが、チームの慢性的資金難を象徴するエピソードとして、鈴鹿サーキットでの初開催となった同年の日本GPで初めて日本を訪れたチームは物価の高さに驚き、チーム・マネージャーのレンツォ・アビダーノがパドックに置くための簡易テーブルと椅子3脚をサーキット事務局に借りに行った際、返却した際に戻ってくる「保証金」ではなく、戻ってこない「レンタル料」として椅子1脚300円かかる、と聞かされたため「うーん、それじゃあ椅子は1つだけにしておきましょう」とテーブルと椅子1脚だけ借りて行った、という逸話が残っている。

#### 1988年
カフィはスクーデリア・イタリアに移籍、後釜にニコラ・ラリーニが起用される。
マシンはFA1Hとアントニオ・トマイーニ設計のFA1Lが使用される。エンジンはオゼッラ＝アルファ名義のエンジン（85年型アルファ・ロメオターボエンジンを自社で改良したもの）を使用する。
この年は決勝での燃料使用量が150リッター、ターボのブースト圧が最大2.5バールまでに制限されたため、それに合わせて圧縮比の変更、バルブ径の縮小などの変更が加えられ、フルエレクトロニックインジェクションの採用なども行われたが、自然吸気エンジン勢のチームにも後れを取った。それでもラリーニの努力で予選では14番手（スペイングランプリ）を取るなどしたが、完走は3回のみだった。

#### 1989年
ラリーニが残留、再びギンザーニが復帰し2台体制となる。マシンは改良型ながら完全に新しいノンターボエンジン仕様のFA1M89。エンジンはターボエンジン禁止の影響でフォード・コスワース・DFRを使用する。タイヤは復帰したピレリを履いた。
自然吸気エンジンはF3000ですでに使用されていたため、F3000からのステップアップチームが増加、その結果予備予選に回されてしまい、ますます決勝に出場する機会が減少した。
ラリーニは奮闘し、しばしば10番前後のグリッドを獲得して決勝に出場、雨の第6戦カナダGPでは一時3位を走行した。評価を高めたラリーニはシーズン終了後フランスのリジェへと移籍した。ベテランのギンザーニは3回決勝に進出したが完走はなく、豪雨となった最終戦で他車に追突されリタイアするとそのままこの年限りで引退した。ドライバー2名とも去ったチームは翌年に向けてベルント・シュナイダーの獲得を希望し熱心な移籍勧誘をしたが、彼は翌年もザクスピード・ヤマハで戦うことを希望したため他のドライバーを探すこととなった。

#### 1990年
前年度からスポンサーだった大手ホイールメーカーのフォンドメタル代表ガブリエーレ・ルミが資本参加し、完全新作のFA1MEが製作される。
エンジン・タイヤともに継続使用したが、ドライバーはリジェから移籍してきたオリビエ・グルイヤールの1台体制となる。この年も予備予選への出場義務が課された。
グルイヤールは開幕戦アメリカGPで予選8位と好ボジションを記録したが、それがシーズンのハイライトとなった。決勝完走4回、ノーポイントでシーズンを終えると、オゼッラはF1部門をフォンドメタルに売却し、撤退した。チームは1991年から同じスタッフでフォンドメタル名義で参戦した。

## エピソード
- チームは慢性的に資金難であったため、マシン開発も殆ど行われず何年も同じエンジンとシャシーを改良して参戦し続けていたチームであり、「万年ビリ」のレッテルを貼られていたチームであった。
- チームマネージャーのアビダーノは下位でも出走し続ける意義を「どんないいドライバーでもいきなりメジャー・チームと契約できる訳じゃないだろう。そんな有望そうな選手を見つけてはF1へと引っ張り上げていく、そういう我々のようなチームは必要なんだよ。オゼッラチームを踏み台にして大きな素晴らしいチームのドライバーとなって活躍してくれればこんなうれしいことはないと思う。F1への入門を受け持つチーム、とでも言おうかね。」とオゼッラでのやりがいを語っている[4]。
- 財政難をやりくりする例として、他チームであれば600-700km走行ごとに交換するクランクシャフトだが、オゼッラでは3000kmほど使用していた。そのためレース中に寿命となり完走率が低い理由の一つでもあった。1987年まではそんな存在も愛され参戦できたが、エンジンNA化となった1989年を境に継続が厳しくなった[4]。
- チームとしては殆ど戦績が残せなかったものの、「モーターホームのイタリア料理は非常においしい」と好評であった。

## 変遷表
| 年   | エントリー名                 | シャーシ       | タイヤ | エンジン                       | 燃料・オイル | ドライバー | ランキング | 優勝数 |
| ---- | ---------------------------- | -------------- | ------ | ------------------------------ | ------------ | --- | ---------- | ------ |
| 1980 | オゼッラ・スクアドラ・コルセ | FA1,FA1B       | G      | フォードDFV                    | モービル     | エディ・チーバー | 15         | 0      |
| 1981 | オゼッラ・スクアドラ・コルセ | FA1B,FA1C      | M      | フォードDFV                    | モービル     | ベッペ・ガビアーニ ミゲル・アンヘル・ゲーラ ピエルカルロ・ギンザーニ ジョルジオ・フランシア ジャン＝ピエール・ジャリエ | 16         | 0      |
| 1982 | オゼッラ・スクアドラ・コルセ | FA1C,FA1D      | P      | フォードDFV                    | Agip         | ジャン＝ピエール・ジャリエ リカルド・パレッティ                                                                        | 13         | 0      |
| 1983 | オゼッラ・スクアドラ・コルセ | FA1D,FA1E      | M      | フォードDFV アルファロメオ1260 | Agip         | ピエルカルロ・ギンザーニ コラード・ファビ                                                                              | 17         | 0      |
| 1984 | オゼッラ・スクアドラ・コルセ | FA1E,FA1F      | P      | アルファ・ロメオ890T,1260      | Agip         | ピエルカルロ・ギンザーニ ヨー・ガルトナー                                                                              | 12         | 0      |
| 1985 | オゼッラ・スクアドラ・コルセ | FA1F,FA1G      | P      | アルファ・ロメオ890T           | Agip         | ピエルカルロ・ギンザーニ ヒューブ・ロテンガッター                                                                      | 15         | 0      |
| 1986 | オゼッラ・スクアドラ・コルセ | FA1F,FA1G,FA1H | P      | アルファ・ロメオ890T           | Agip         | ピエルカルロ・ギンザーニ クリスチャン・ダナー アレン・バーグ アレックス・カフィ                                        | 13         | 0      |
| 1987 | オゼッラ・スクアドラ・コルセ | FA1G,FA1I      | G      | アルファ・ロメオ890T           | Agip         | アレックス・カフィ ピエルカルロ・ギンザーニ フランコ・フォリーニ                                                       | 14         | 0      |
| 1988 | オゼッラ・スクアドラ・コルセ | FA1L           | G      | アルファ・ロメオ(オゼッラ)890T | Agip         | ニコラ・ラリーニ | 18         | 0      |
| 1989 | オゼッラ・スクアドラ・コルセ | FA1M89         | P      | フォードDFR                    | Agip         | ニコラ・ラリーニ ピエルカルロ・ギンザーニ                                                                              | 19         | 0      |
| 1990 | フォンドメタル・オゼッラ     | FA1M89,FA1ME   | P      | フォードDFR                    | Agip         | オリビエ・グルイヤール                                                                                                 | 10         | 0      |

*斜体になっているドライバーはスポット参戦など